# 變形 (歌曲)
《变形》（英語：Morph）是美国音乐二人组二十一名飞行员创作和录制的歌曲，收录于他们的第五张录音室专辑《音樂戰壕》。歌曲在专辑发行同一天作为宣传单曲发行。这首歌由泰勒·约瑟夫在位于地下室的家庭录音室里创作。该专辑由约瑟夫制作，Mutemath的保罗·梅尼担任联合制作人。歌曲在位于加利福尼亚州好莱坞的联合录音室录制。歌曲继续讲述了这一概念专辑当中对于名为“Trench”的虚拟世界和名为“德玛”的反乌托邦城市的故事，并在歌词当中揭示了故事中反派的身份为尼古拉·布尔巴基。
这首歌在音乐上融合了休闲爵士乐和约瑟夫用假声演唱的节奏布鲁斯副歌旋律。歌曲包含了铜管组、电钢琴，克制地利用碎拍音乐和乔什·邓出色的击鼓演奏营造出歌曲氛围。《Morph》在歌词上谈论了尝试接受并正视死亡，并讲述了焦虑和希望之间的角力。这首歌获得了乐评的积极评价，他们称赞了这首歌的制作和约瑟夫的假声。这首歌在多个国家的榜单上取得了一定的成功，在爱尔兰排名第54位，在英国排名第67位。

## 录音
《Morph》由约瑟夫制作，与Mutemath乐队的唱片制作人保罗·梅尼共同制作，并在位于加利福尼亚州好莱坞的联合录音室录制，录音由音频工程师达雷尔·索普负责。 该曲目由亚当·霍金斯混音，并由克里斯·格林格在纽约市的斯特林录音棚进行母带制作。

## 音乐
《Morph》是一首休闲爵士乐歌曲，时长四分十九秒。歌曲融合了假声演唱的节奏布鲁斯副歌旋律和愉悦温暖的灵魂乐。  歌曲包含了铜管组、电钢琴，约瑟夫轻柔的假声演唱与放克风格的节奏布鲁斯音乐融为一体。  歌曲克制地利用快节奏的碎拍音乐和乔什·邓出色的击鼓演奏营造出歌曲氛围    根据阿尔弗雷德出版公司在 Musicnotes.com 上发布的乐谱，这首曲子以C♯小调创作，采用四四拍的拍号，速度为每分钟90拍。《Morph》的歌词探讨了死亡之后会发生什么，并尝试接受和正视死亡。 

## 商业表现
在美国，《Morph》于2018年10月20日发布的美国告示牌热门摇滚与另类歌曲榜上排名第九。这首歌还于发行当天在美国公告牌Bubbling Under Hot 100榜上排名第六。在英国，《Morph》于2018年10月12日当周进入英国单曲榜第 67 名。

## 榜单
| 榜单 (2018)                              | 最高排名 |
| ---------------------------------------- | -------- |
| 爱尔兰 (IRMA)                            | 54       |
| 立陶宛 (AGATA)                           | 20       |
| 新西兰 (RMNZ Hot Singles)                | 11       |
| 葡萄牙（葡萄牙唱片業協會单曲榜）         | 83       |
| 瑞士 (Sverigetopplistan Heatseekers)     | 10       |
| 英國（官方榜单公司單曲榜）               | 67       |
| 美国（《告示牌》Bubbling Under Hot 100） | 6        |
| 美國（《告示牌》Hot Rock Songs）         | 9        |

## 人员
资料来源：《音乐战壕》专辑内页说明和 Tidal。
- 泰勒·约瑟夫 – 主唱、钢琴、合成器、贝斯、编程、制作、歌曲创作
- 乔什·邓– 鼓、打击乐手、伴唱
- 保罗·米尼– 联合制作、编程、键盘、合成器
- 亚当·霍金斯– 音频混音
- Chris Gehringer – 音频母带制作